# Осинский, Александр Антонович
Александр Антонович Осинский (14 февраля 1870 — 19 февраля 1956) — военный деятель Российской империи и Польши.

## Биография
Родился 14 февраля 1870 года в городе Пилица (ныне Польша). По вероисповеданию — римо-католик. В 1887 году окончил Нижегородский графа Аракчеева кадетский корпус.
В Российской императорской армии с 30 августа 1887 года. Окончил 2-е военное Константиновское училище. Служил в Рязанском 69-м пехотном полку. 8 августа 1888 года получил старшинство в чине подпоручика. 9 августа 1892 года получил старшинство в чине поручика. 15 марта 1900 года получил старшинство в чине штабс-капитана. Окончил Офицерскую старшинскую школу. В течение шести лет и одного месяца был командиром роты. Участвовал в походе в Китай и в русско-японской войне. 15 марта 1901 года получил старшинство в чине капитана. 26 февраля 1909 года получил старшинство в чине подполковника. 5 октября 1913 года получил старшинство в чине полковника. По состоянию на Тираспольском 131-м стрелковом полку.
Участвовал в Первой мировой войне. По состоянию на 15 марта 1915 года был командиром Тираспольского 131-го стрелкового полка. По состоянию на 6 ноября 1915 года был командиром Воронежского 124-го пехотного полка, занимал эту должность до 29 ноября 1916 года. 18 июля 1916 года получил чин генерал-майора, со старшинством с 5 октября 1915 года на основании Георгиевского статута. С 29 ноября 1916 года по 30 апреля 1917 года был бригадным командиром 133-й пехотной дивизии. 30 апреля 1917 года был назначен командиром 133-й пехотной дивизии.
Участвовал в формировании частей польской армии, был временным председателем Организационной комиссии по связи с русским Генеральным штабом. В апреле 1918 года Регентский Совет в Варшаве, назначил Осинского главнокомандующим польской армией на Украине. В ноябре 1918 года был принят в звание генерал-подпоручика с назначением командующим войсками генерального округа «Лодзь». Генеральный инспектор пехоты. С августа 1919 года по июль 1920 года был генеральным инспектором пехоты. До февраля 1921 года последовательно был командующим: 17-й стрелковой дивизией, оперативной группой, 1-й армией и временно 3-й армией. С января 1921 года по июль 1922 года был командующим генеральным округом «Краков», а после того как округ был переформирован стал командующим 5-го корпуса в Кракове.
1 мая 1921 года получил звание генерал-поручика. В 1922 году получил звание дивизионного генерала, со старшинством с 1 июня 1919 года. С июля 1922 года по февраль 1924 года главой администрации армии. С мая по июнь 1923 года был исполняющим обязанности военного министра. До июня 1926 года был инспектором военно-учебных заведений. До октября 1935 года занимал должность инспектора армии. 4 октября 1935 года вышел в отставку и занялся политической деятельностью. В том же году был избран сенатором. В 1938 году был Председатель Польского Красного креста. В августе следующего года переехал США.
Вскоре после начала Второй мировой войны, Осинский переехал в Великобританию, где руководил деятельностью Красного Креста в качестве председателя Генерального совета. В июле 1947 года вернулся в Польшу. Жил в Варшаве, где и умер 19 февраля 1956 года. Был похоронен на кладбище Повонзки.

## Награды
- Орден Святого Георгия 4-й степени (19 мая 1915)[2];
- Георгиевское оружие (9 марта 1915)[2];
- Орден Святого Владимира 3-й степени с мечами (15 февраля 1915)[2];
- Орден Святого Владимира 4-й степени с мечами и бантом (1906)[2];
- Орден Святой Анны 2-й степени с мечами (1906)[2];
- Орден Святой Анны 3-й степени с мечами и бантом (1901)[2];
- Орден Святого Станислава 2-й степени с мечами (1902)[2];
- Орден Святого Станислава 3-й степени (дата награждения орденом неизвестна) с мечами и бантом (17 мая 1917)[2];
- Высочайшее благоволение (6 ноября 1915)[2].